# بوکسیتوگورسک
شهر بوکسیتوگورسک (به روسی: Бокситогорск) در کشور روسیه و در اوبلاست لنینگراد واقع شده‌است.